# Brett Wetterich
Brett Wetterich (* 9. August 1973 in Cincinnati, Ohio) ist ein US-amerikanischer Berufsgolfer der PGA TOUR.

## Werdegang
Er wurde 1994 Berufsgolfer und hatte im Jahre 2000 seine erste Saison bei der PGA TOUR, die aber von einigen Verletzungen beeinträchtigt wurde. Wetterich spielte daraufhin einige Jahre bei der Nationwide Tour, wo er sich 2003 und 2004 je einen Turniersieg sichern konnte. Er qualifizierte sich wieder für die große Tour ab 2005 und gewann im Jahr darauf dort sein erstes Turnier, die traditionsreiche EDS Byron Nelson Championship. Der Siegerscheck von 1,1 Mio. $ übertraf fast seine gesamten bisherigen Einkünfte als Berufsgolfer. Wetterich widmete diesen Sieg seinem Bruder Mark, der im Jahre 2003 von einem betrunkenen Autofahrer in Chicago getötet wurde. Wetterichs Golfbag zieren seit jenem Unfall die Initialen „MTW“, in Erinnerung an Mark.
Überhaupt verlief die Saison 2006 über 2 Mio. $ an Preisgeld sehr erfolgreich für ihn. In der Golfweltrangliste befindet sich Wetterich in den Top 50, was ihm die Startberechtigung bei Majors und den hochdotierten Events der World-Golf-Championships-Turnierserie zusichert. Beim Ryder Cup 2006 stand er erstmals in der Auswahl der USA.

## Turniersiege
- 2003 Chitimacha Louisiana Open (Nationwide Tour)
- 2004 Envirocare Utah Classic (Nationwide Tour)
- 2006 EDS Byron Nelson Championship (PGA Tour)

## Teilnahme an Teambewerben
- Ryder Cup: 2006